# الكسندر روس
الكسندر روس هو سياسي كندي، ولد في 20 أبريل 1829 في دندي في المملكة المتحدة، وتوفي في 1900 في كندا. حزبياً، نشط في الحزب الليبرالي في أونتاريو ‏. وقد انتخب عضو برلمان مقاطعة أونتاريو.